# Теория заговора о монете в 10 агор

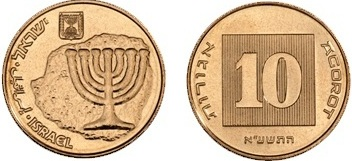
Израильская монета в 10 агор

Теория заговора о монете в 10 агор была выдвинута лидером Организации освобождения Палестины (ООП) и партии ФАТХ Ясиром Арафатом на основании статьи географа Гвина Роули. В статье Роули утверждалось, что на израильской монете изображена карта, отражающая территориальные амбиции Израиля. Демонстрируя монету, Ясир Арафат выступил в 1990 году с заявлением о намерениях Израиля в Совете Безопасности ООН. Предположения Роули и Арафата были проверены специалистами по истории, географии, археологии и нумизматике, и найдены безосновательными. В дальнейшем, однако, партия ФАТХ продолжила их использовать.

## Статья Гвина Роули
В 1989 году географ Гвин Роули выпустил статью «Развитие перспектив территориального охвата Израиля: краткая оценка» (1989), содержавшую иллюстрацию с подписью «размеры территории Израиля согласно <…> израильской монете в 10 агор». В этой статье Роули заявил, что монету можно считать «одним из возможных признаков более широких территориальных амбиций Израиля», утверждая, что на монете «изображена карта, по-видимому, изображающая территорию, которая могла бы простираться и охватывать современные Амман, Бейрут, Багдад, Дамаск и северные части Саудовской Аравии».

## Заявления Ясира Арафата
25 мая 1990 года Ясир Арафат заявил на заседании Совета Безопасности ООН, что на аверсе израильской монеты в 10 агор изображена карта «Великого Израиля» (от Средиземного моря до Месопотамии и от Красного моря до Евфрата). Впоследствии он неоднократно повторял это заявление, взяв за привычку носить в кармане такие монеты и демонстрировать их своим собеседникам, заявляя, что они являются «вопиющей демонстрацией сионистских устремлений». В качестве подтверждения в своей изначальной речи Арафат сослался на американское издание Jewish Journal; позже выяснилось, что имелась в виду статья Роули в GeoJournal.

## Анализ
Географ Саймон Беркович прокомментировал, что «ничем не подтверждённое заявление Роули не имеет под собой никаких оснований», отметив, что на монете выгравирован семисвечник (менора) на фоне камня, а Роули, наложив контур камня на карту Ближнего Востока, «создал доселе неизвестную картину региона».

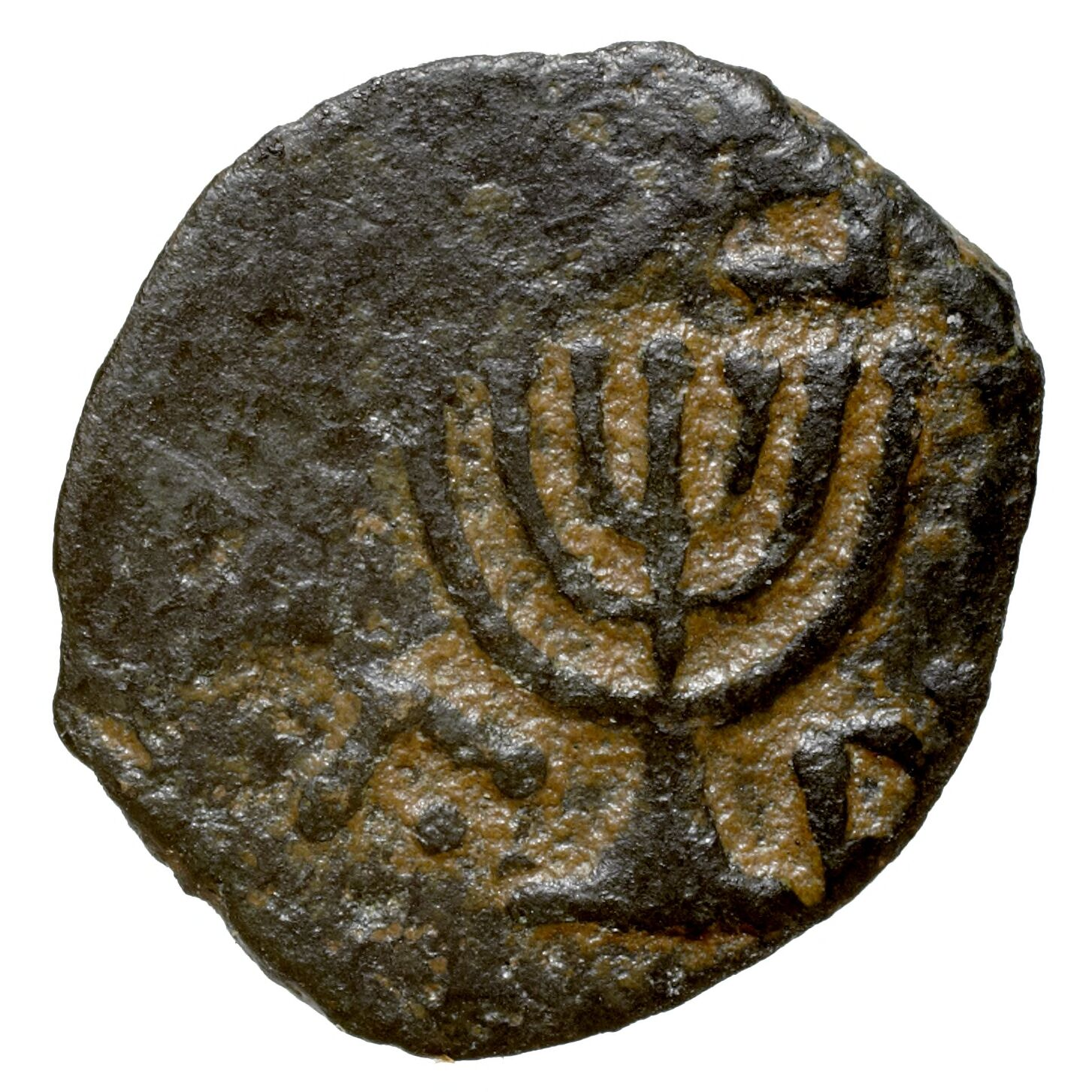
Монета царя Иудеи Антигона II

Куратор по нумизматике Банка Израиля Рахель Баркай отметила, что израильская монета содержит уменьшенное изображение древней монеты, отчеканенной в годы правления царя Иудеи Антигона II (40—37 годы до н. э.), последнего из династии Хасмонеев. Особое значение древней монеты заключается в том, что она содержит первое известное изображение меноры в еврейском искусстве.
Дан Бараг, археолог и нумизмат, профессор Еврейского университета в Иерусалиме, прокомментировал, что нет ни библейских, ни исторических оснований полагать, что эта древняя монета изображает контуры границ.
Роули сообщил в интервью историку и журналисту Тому Сегеву, что не знал наверняка, является ли область на монете картой, но счёл это возможным. Узнав, что контур на современной монете повторяет неровные очертания древней монеты, утратившей форму, Роули заключил, что кто-то деформировал древнюю монету намеренно, чтобы придать ей соответствующую форму. На вопрос, что заставило его так думать, Роули ответил, что не может с уверенностью утверждать этого, но также не знает наверняка, что этого не делали. Беркович отмечает у Роули «совершенно новый подход к научному методу» и предположение о «заговоре» с целью изменить форму древней монеты, найденной задолго до появления её изображения на современной валюте.

## Последующие события
Связанная с монетой теория заговора до сих пор используется партией ФАТХ. 21 октября 2023 года Комиссия ФАТХ по информации и культуре опубликовала интервью с Арафатом, где он излагает конспирологическую теорию о монете, с комментарием: «он разоблачает планы оккупации по созданию своего так называемого „государства“, и каковы его границы».